# Eberhard Bauer (Heimatforscher)
Eberhard Bauer (* 22. März 1929 in Laasphe; † 5. Juli 2017 ebenda) war ein deutscher Gymnasiallehrer und Heimatkundler. Er forschte und publizierte zur Landesgeschichte von Wittgenstein.

## Leben und Wirken

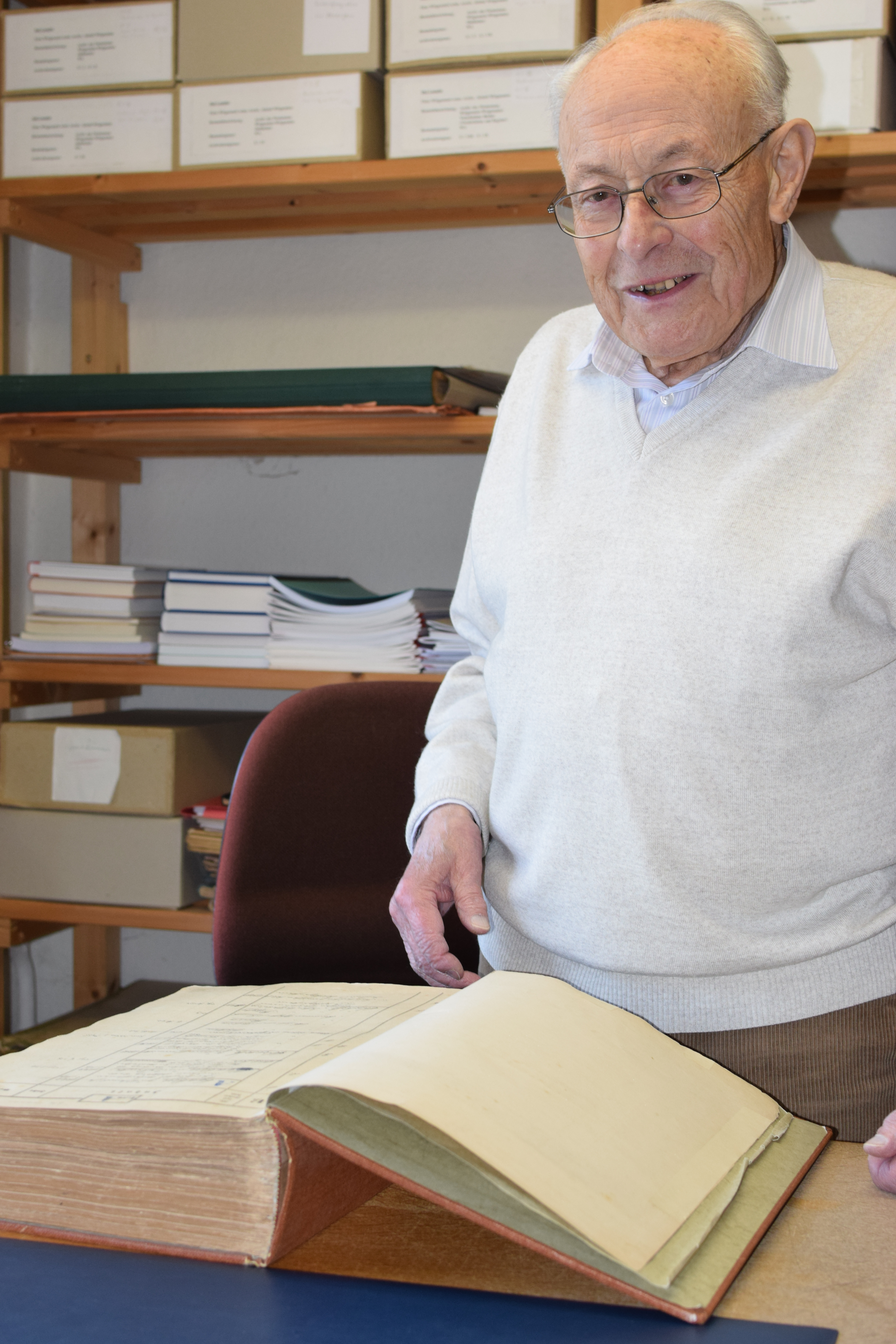
Eberhard Bauer, 2017 im Archiv der Rentkammer Bad Laasphe

Eberhard Bauer wurde als Sohn des evangelischen Oberpfarrers Gustav Friedrich Bauer geboren. Er wuchs in Laasphe auf, besuchte ab 1935 dort die Volksschule und wechselte danach zur staatlichen Aufbauschule, an der er 1949 das Abitur bestand. Nach einem Studium der Biologie, Chemie und Geographie an der Universität Marburg wurde Eberhard Bauer Gymnasiallehrer. 1957 bestand er das zweite Staatsexamen und wurde zwei Jahre in Recklinghausen angestellt. Am 1. November 1959 wechselte er in seine Heimatstadt und unterrichtete am dortigen staatlichen Aufbaugymnasium, das am 1. Januar 1974 in die Trägerschaft der Stadt Laasphe übernommen wurde. 1991 wurde er als Studiendirektor pensioniert.
Bauer war seit dem Sommersemester 1949 Mitglied der Marburger Burschenschaft Rheinfranken. Seit dem Sommersemester 1950 war er außerdem Mitglied der Alten Königsberger Burschenschaft Teutonia, die nach der Vertreibung eine neue Aktivitas in Marburg aufbaute und von den örtlichen Burschenschaften Unterstützungsburschen abgestellt bekam. Aus beiden Burschenschaften trat Bauer 1990 aus. Eberhard Bauer trat 1989 in die SPD ein, war zehn Jahre lang Seniorenbeauftragter im Ortsverein Bad Laasphe und wurde 2013 als vierte Person mit der Schmidt-Nienhagen-Medaille ausgezeichnet.
Am 19. Januar 1982 wurde er zum Beauftragten für Denkmalpflege in der Stadt Bad Laasphe gewählt, ein Ehrenamt, das er fast 30 Jahre ausübte, bis er aus Altersgründen zurücktrat. Er gehörte in drei aufeinanderfolgenden Wahlperioden dem Ausschuss für Kultur- und Denkmalpflege der Stadt Laasphe an. In der BürgerAktions-Gemeinschaft „Schöne Altstadt“ e. V., die sich seit mehreren Jahrzehnten ehrenamtlich um die Verschönerung der Laaspher Altstadt und die Erhaltung der dortigen Baudenkmale bemüht, war Bauer Mitglied und ständiger Ratgeber.
Zudem war er ab dem Jahr 1991 im ersten Vorstand des Bad Laaspher Freundeskreises für christlich-jüdische Zusammenarbeit.

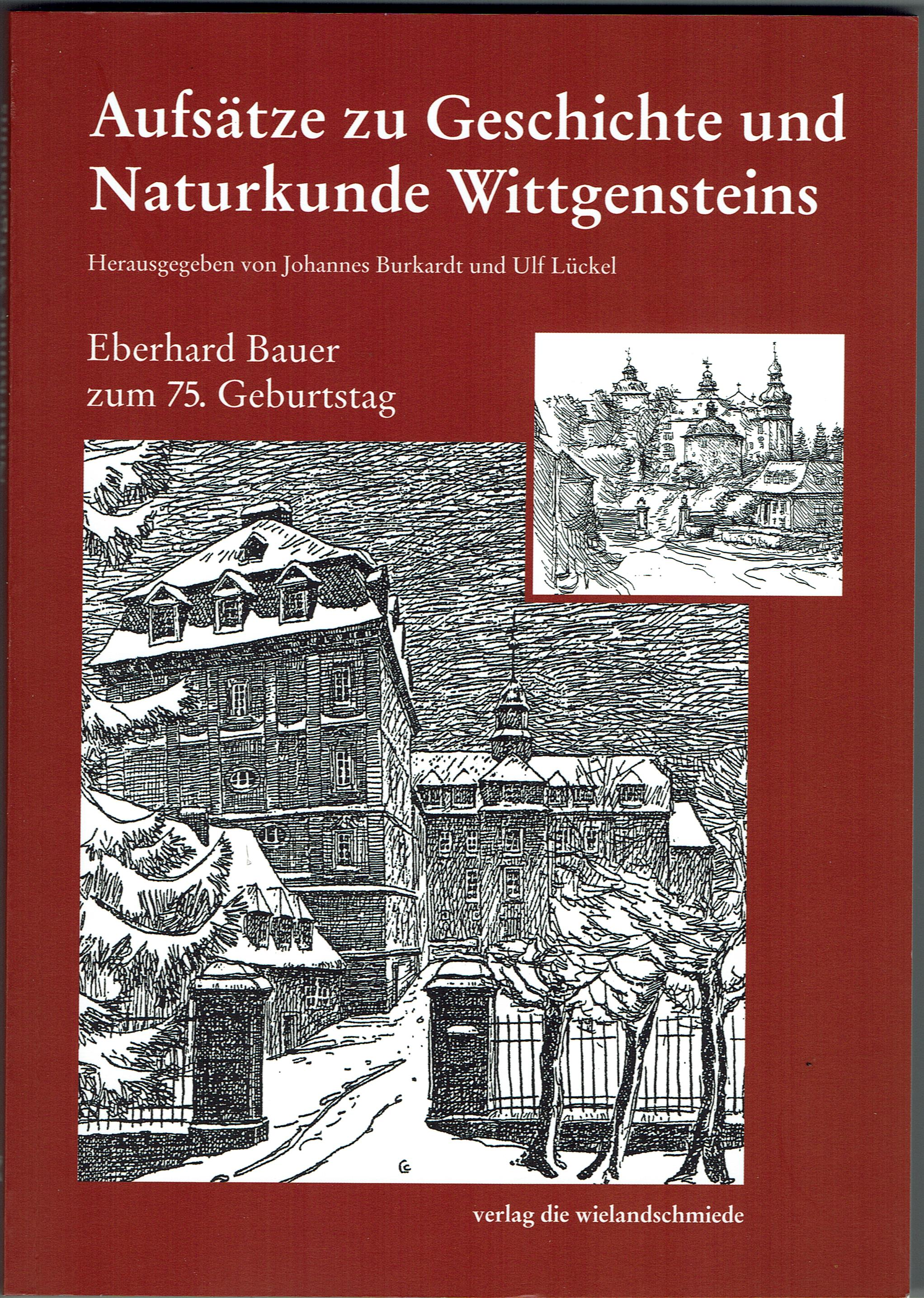
Jubiläumsband zum 75. Geburtstag Eberhard Bauers

Inspiriert vom Vater, der über Jahrzehnte als Autor und Heimatforscher tätig und Mitbegründer des Vereins für Geschichte und Volkskunde Wittgensteins war, engagierte sich Eberhard Bauer bereits sehr früh für die Regionalgeschichte. Er war Mitglied des Wittgensteiner Heimatvereins seit seiner Wiederbelebung im Jahre 1956 und ab den 1960er Jahren Vorstandsmitglied. Eberhard Bauer betreute nach dem Tod Wilhelm Hartnacks von 1963 bis 2010 insgesamt 47 Jahre als Schriftleiter das vereinseigene Periodikum Wittgenstein. Blätter des Wittgensteiner Heimatvereins e. V. Er war Autor einer Vielzahl von regionalgeschichtlichen Aufsätzen sowie Herausgeber und Mitherausgeber einer Reihe von Dorfbüchern, die sich mit der Geographie und Geschichte der Ortschaften sowie der Landeskunde Wittgensteins beschäftigen.
Im Jahr 1971 bearbeitete Bauer erstmals eine Bibliographie der Zeitschrift Wittgenstein. Blätter des Wittgensteiner Heimatvereins e. V. für die Jahre 1956 bis 1971. Mitte der 1980er Jahre übernahm Andreas Krüger die Fortsetzung und Erweiterung der Bibliografie. Die Bibliografie zur Wittgensteiner Territorialgeschichte – Bibliographie Wittgenstein erschien seitdem in vier weiteren Auflagen, zuletzt 2019.
Zu Bauers 75. Geburtstag im Jahr 2004 gaben der Historiker und Archivar Johannes Burkardt und der Theologe Ulf Lückel im Auftrag des Ev. Kirchenkreises Wittgenstein und des Wittgensteiner Heimatvereins die Festschrift Aufsätze zu Geschichte und Naturkunde Wittgensteins heraus.
Neben seiner mehr als fünfzigjährigen Forschungsarbeit im Fürstlich Sayn-Wittgenstein-Hohensteinschen Privatarchiv in Bad Laasphe betreute Bauer diese Sammlung von bedeutenden Archivalien über mehrere Jahrzehnte ehrenamtlich, zunächst im Schloss Wittgenstein, später, nach der Verlagerung des Archivs, in der dortigen Rentkammer. Die Geschichte und die Erinnerungen an seine Arbeit im Archiv stellte er in einem Aufsatz zusammen, der im Jahr 2017, kurz nach seinem Tod, als Beiheft 8 der Zeitschrift Wittgenstein. Blätter des Wittgensteiner Heimatvereins e. V. veröffentlicht wurde.
In Anerkennung seiner landesgeschichtlichen Forschungen wurde Eberhard Bauer im April 1975 zum korrespondierenden Mitglied der Historischen Kommission für Westfalen gewählt.

## Familie
Eberhard Bauer war mit Gerlinde geb. Zimmer (1930–2015) verheiratet und hat vier Kinder und zehn Enkelkinder. Er starb am 5. Juli 2017 im Alter von 88 Jahren.

## Ehrungen und Auszeichnungen
- Bundesverdienstkreuz am Bande am 16. Juni 1973[18]
- Ehrenbrief der Stadt Bad Laasphe am 12. Januar 1988
- Ehrenmitgliedschaft im Wittgensteiner Heimatverein im April 2009
- Schmidt-Nienhagen-Medaille, Auszeichnung der SPD-Kreistagsfraktion, 7. September 2013

## Publikationen (Auswahl)
- Wirtschaftsentwicklung in Wittgenstein im 19. Jahrhundert. In: 150 Jahre Landkreis Wittgenstein 1816–1966. 1966, S. 22–67.
- Bilder aus Laasphe. Ein geschichtlicher Rundgang durch die Stadt, Bad Laasphe 1993, 127 Seiten.
- Bilder aus Bad Laasphe, Leipzig 1997, 47 Seiten.
- Laasphe und das obere Lahntal in Bildern, 1. Aufl. 1979, 2. Aufl. 1980, Meinerzhagen, 288 Seiten.
- Wilhelm Hartnack, Eberhard Bauer und Werner Wied (Hrsg.): Die Berleburger Chroniken des Georg Cornelius, Antonius Crawelius und Johann Daniel Scheffer, Laasphe 1984.
- Saßmannshausen: Ein Dorf im Wittgensteiner Land. In: Wittgenstein, Bd. 38 (1974).
- Hans von Puderbach – Steinmetz beim Marburger Rathausbau. In: Wittgenstein, Bd. 78 (1990), S. 116–117.
- Die Ersterwähnung von Rückershausen. In: Wittgenstein, Bd. 80 (1992), S. 57–61.
- Erstnennungen der Wittgensteiner Ortschaften: Eine Übersicht über den derzeitigen Kenntnisstand. In: Wittgenstein, Bd. 85 (1997), S. 45–60
- Johann Graf zu Sayn-Wittgenstein, Kriegsteilnehmer auf hessischer und schwedischer Seite und Hauptgesandter der Kurfürsten von Brandenburg,  In: Gunnar Teske (Hrsg.): Dreißigjähriger Krieg und Westfälischer Friede, Forschungen aus Westfälische Adelsarchiven, Veröffentlichung Nr. 13, Vereinigte Westfälische Adelsarchive e. V. Münster 2000, S. 45–54
- Nachrichten über die Kalands-Bruderschaft in Laasphe. In: Wittgenstein, Bd. 92 (2004), S. 12–18.
- Neue Funde zur Geschichte der Kapelle in Hesselbach. In: Wittgenstein, Bd. 98 (2010), S. 82–89.
- Vor 500 Jahren starb Johannes Bonemilch. In: Wittgenstein, Bd. 98 (2010), S. 158–160.
- Die Bauzeit des Seitenschiffs der Laaspher Kirche. In: Wittgenstein. Blätter des Wittgensteiner Heimatvereins, Bd. 101 (2013), S. 15–19.
- Aus der Vergangenheit des Fürstlich Sayn-Wittgenstein-Hohensteinschen Privatarchivs in Bad Laasphe, Beiheft 8 der Zeitschrift Wittgenstein. Blätter des Wittgensteiner Heimatvereins e. V., Hrsg. Ulf Lückel, Bad Laasphe 2017, S. 74.